# Un cavaler de Crăciun
Un cavaler de Crăciun (The Knight Before Christmas) este o comedie de Crăciun, regizată de către Monika Mitchell, scenarist fiind Cara J. Russell. Premiera filmului a avut loc la 21 noiembrie 2019.

## Distribuție
- Vanessa Hudgens - Brooke Winters
- Josh Whitehouse - Sir Cole
- Emmanuelle Chriqui - Madison
- Harry Jarvis - Sir Geoffrey
- Ella Kenion - Old Crone
- Arnold Pinnock - Officer Stevens
- Jean-Michel Le Gal - David
- Mimi Gianopulos - Alyson
- Jacob Soley - Patrick
- Andrea Senior - Caroler
- Simon Webster - Reed
- Jonah Wineberg - Older Brother
- Olivia Gudaniec - Kaelynn
- Isabelle Franca - Claire
- Jesse Gervasi - Taylor
- Shanice Johnson - Paige
- Telysa Chandler - Group Singer
- Scott Ryan Yamamura - Evan

## Producție
Filmul a fost filmat în Orillia și Bracebridge în Ontario, Canada, între aprilie și mai 2019. Scenele a căror acțiune se petrece la Castelul Norwich au fost filmate în Charleville Castle din Tullamore, Irlanda.